# Damon Knight

Damon Knight pe coperta revistei Fantasy and Science Fiction

Damon Knight Francis (n. 19 septembrie 1922 – d. 15 aprilie 2002) a fost un autor american de literatură științifico-fantastică, editor, critic și fan al genului. Punctul lui forte a fost povestirile scurte, fiind recunoscut pe scară largă ca un maestru al genului. A fost căsătorit cu scriitoare Kate Wilhelm.

## Biografie
Knight s-a născut în Baker, Oregon în 1922, și a crescut în Hood River, Oregon. A intrat în lumea fandomului science-fiction la vârsta de unsprezece și a publicat două ediții ale unui fanzin intitulat Snide.
Prima sa lucrare profesionistă care a fost cumpărată de o editură a fost un desen realizat pentru revista Amazing Stories. Prima sa povestire, "The Itching Hour,", a apărut în numărul de vară 1940 al revistei Futuria Fantasia, editată și publicată de Ray Bradbury. He is a Hugo Award winner,
Este cel mai cunoscut ca autor al povestirii din 1950  "To Serve Man" care a fost ecranizată ca un episod al serialului TV The Twilight Zone. A primit un premiu Retro Hugo în 2001 pentru cea mai bună povestire din 1950. Singurul său Premi Hugo a fost pentru "Best Reviewer" în 1956.

## Operă

### Romane
- Hell's Pavement (1955)
- A for Anything (1961) (denumire inițială: The People Maker, 1959)
- Masters of Evolution (1959)
- The Sun Saboteurs (1961)
- Beyond the Barrier (1964)
- Mind Switch (1965)
- Double Meaning (1965)
- The Earth Quarter (1970)
- World without Children (1970)
- The World and Thorinn (1980)
- The Man in the Tree (1984)
- CV (1985)
- The Observers (1988)
- A Reasonable World (1991)
- God's Nose (1991)
- Why Do Birds (1992)
- Humpty Dumpty: An Oval (1996)

### Scurte povestiri și alte scrieri
- "Not with a Bang" (1949)
- "To Serve Man" (1950)
- "Ask Me Anything" (1951)
- "Cabin Boy" (1951)
- "Natural State" (1951)
- "The Analogues" (1952)
- "Catch that Martian" (1952)
- "Beachcomber" (1952)
- "Ticket to Anywhere" (1952)
- "Anachron" (1953)
- "Babel II" (1953)
- "Four in One" (1953)
- "Special Delivery" (1953)
- "Rule Golden" (1954)
- "Natural State" (1954)
- "The Country of the Kind" (1955)
- "Dulcie and Decorum" (1955)
- "You're Another" (1955)
- "Extempore" (1956)
- "The Last Word" (1956)
- "Stranger Station" (1956)
- "This way to the Regress (1956)
- "The Dying Man" (1957)
- "The Enemy" (1958)
- "An Eye for a What?" (1957)
- "Be My Guest" (1958)
- "Eripmav" (1958)
- "Idiot Stick" (1958)
- "Thing of Beauty" (1958)
- "The Handler" (1960)
- "Time Enough" (1960)
- A Century of Science Fiction (1962) (editor)
- The Big Pat Boom (1963)
- God's Nose (1964)
- Maid to Measure (1964)
- "Shall the Dust Praise Thee?" (1967)
- Masks (1968)
- I See You (1976)
- The Futurians (1977, memorii/istorică)
- Creating Short Fiction (1981) c
- Forever (1981)
- O (1983)
- Strangers on Paradise (1986)
- Not a Creature (1993)
- Fortyday (1994)
- Life Edit (1996)
- Double Meaning
- In the Beginning
- In Search of Wonder, colecție de eseuri critice, Advent:Publishers, 1956
- Turning Points
- Orbit
- "The Big Pat Boom"

### Colecții de poevstiri
- Far Out (1961) (conține povestirea "To Serve Man")
- In Deep (1963) (conține povestirea "The Country of the Kind")
- Off Center (1965) (conține povestirea "Be My Guest")
- Turning On (1966)

### În limba română
- „Colecționarul” (Collector's Item)[17] - omenirea a exterminat în viitor (timp de milioane de ani) toate ființele vii de pe planetă numai pentru ca roboții să adauge la colecție ultima piesă - pe colecționarul Firefoal, ultimul om (revista String, pagina 28-31, traducere M. Ariel)